# Melba maja
Melba maja är en skalbaggsart som först beskrevs av Brendel 1892.  Melba maja ingår i släktet Melba och familjen kortvingar. Inga underarter finns listade i Catalogue of Life.